# Sascha Pichler
Sascha Pichler (Vienna, 31 gennaio 1986) è un ex calciatore austriaco, di ruolo attaccante.

## Carriera
Ha giocato 18 partite nella prima divisione austriaca.

## Palmarès

### Club

#### Competizioni nazionali
- Erste Liga: 1

LASK Linz: 2006-2007